# John Salmons
John Rashall Salmons (Filadélfia, 12 de dezembro de 1979), conhecido simplesmente como John Salmons, é um jogador de basquete profissional norte-americano, recentemente jogou para o New Orleans Pelicans na NBA, mas atualmente está como agente livre. 

## Draft
John Salmons, devido a uma grande fase no campeonato universitário, foi selecionado entre os 60 melhores jogadores do torneio para entrar para o Draft da NBA de 2002. As escolhas contavam também com grandes estrelas como o ex-pivô do Houston Rockets, Yao Ming, os alas Amare Stoudemire, Caron Butler, Tayshaun Prince e Carlos Boozer, além do pivô brasileiro Nenê Hilário. 
Salmons foi selecionado na segunda rodada como a 26ª escolha geral pelo San Antonio Spurs, lá ele jogaria ao lado das estrelas Tony Parker e Tim Duncan, mas devido a uma troca, Salmons foi para o Philadelphia 76ers.

## Carreira na NBA

### Philadelphia 76ers (2002–2006)
Salmons jogou o campeonato da NBA de 2002 pela equipe da sua terra natal, o Philadelphia, e assim, se tornou membro do quinteto inicial do time sendo na maioria das vezes, o jogador mais destacado em quadra. Em suas últimas temporadas, contado como promessa, Salmons fez 4,1 pontos por jogo como média, perdendo o destaque e sendo dispensado da equipe depois de quatro temporadas. 

### Sacramento Kings (2006–2009)
Em 2006, Salmons foi contratado pelo Sacramento Kings, ele jogou ao lado de grandes jogadores como o atual jogador dos Los Angeles Lakers, Ron Artest, o armador Kevin Martin e o pivô Shelden Williams. Suas médias de pontos aumentaram para 10 pontos por jogo, mas infelizmente, a torcida de Sacramento que já estava esgotada pelo excesso de derrotas fez com que, na temporada seguinte, o Sacramento Kings fizesse uma espécie de "limpa" no elenco, retirando os principais jogadores. Em sua última temporada, mesmo fazendo uma média 18,3 pontos por jogo, Salmons nao encantou.

### Chicago Bulls (2009–2010)
Em 2008, Salmons foi contratado para jogar pelo Chicago Bulls ao lado de Derrick Rose, Kirk Hinrich e Luol Deng. Jogando como uma espécie de sexto homem, Salmons se destacou ao fazer 18 pontos por jogo e mantendo a sua média. 

### Milwaukee Bucks (2010–2011)
Em 2010, depois de dois anos em Chicago, Salmons foi mandado para Milwaukee para jogar pelo Milwaukee Bucks, em troca dos alas Joe Alexander e Hakim Warrick.

### Retorno ao Sacramento Kings (2011–2013)
No dia 23 de junho de 2011, Salmons retornou ao Sacramento Kings como parte de um acordo que envolvia também o Milwaukee Bucks e o Charlotte Bobcats. Os Kings também receberam Jimmer Fredette.

### Toronto Raptors (2013–2014)
No dia 9 de dezembro de 2013, os Kings negociaram Salmons, juntamente com Greivis Vásquez, Patrick Patterson e Chuck Hayes, com o Toronto Raptors, e receberam Rudy Gay, Quincy Acy e Aaron Gray.
No dia 30 de junho de 2014, Salmons foi negociado, juntamente com uma escolha de segunda rodada do Draft de 2015, com o Atlanta Hawks, em uma troca por Lou Williams e os direitos de Lucas Nogueira. No dia 10 de julho de 2014, ele foi dispensado pelos Hawks.

### New Orleans Pelicans (2014–2015)
No dia 26 de agosto de 2014, Salmons assinou contrato com o New Orleans Pelicans.
No dia 19 de fevereiro de 2015, Salmons foi negociado com o Phoenix Suns, como parte de um acordo que também envolvia o Miami Heat. Ele foi dispensado pelos Suns dois dias depois, juntamente com Kendall Marshall.